# Томита, Тиаки
Тиаки Томита (яп. 冨田 千暁; род. 18 октября 1993, Йонаго, Тоттори) — японская гребчиха, выступающая за сборную Японии по академической гребле с 2014 года. Серебряная призёрка чемпионата мира, чемпионка Универсиады в Кванджу, победительница многих регат национального и международного значения, участница Олимпийских игр 2016 и 2020 годов

## Биография
Тиаки Томита родилась 18 октября 1993 года в городе Йонаго префектуры Тоттори, Япония.
Дебютировала в академической гребле на международном уровне в сезоне 2014 года, когда вошла в состав японской национальной сборной и выступила на молодёжном мировом первенстве в Варезе, где в зачёте парных двоек лёгкого веса закрыла десятку сильнейших.
В 2015 году в лёгких одиночках завоевала серебряную медаль на молодёжном чемпионате мира в Пловдиве, уступив в решающем финальном заезде только спортсменке из Греции, тогда как в лёгких парных двойках одержала победу на летней Универсиаде в Кванджу и заняла 17 место на взрослом чемпионате мира в Эгбелете.
Благодаря удачному выступлению на квалификационной регате Азии и Океании удостоилась права защищать честь страны на летних Олимпийских играх 2016 года в Рио-де-Жанейро. В программе двоек парных лёгкого веса вместе с напарницей Аями Оиси сумела квалифицироваться лишь в утешительный финал В и расположилась в итоговом протоколе соревнований на 12 строке.
После Олимпиады в Рио Томита осталась в составе гребной команды Японии на ещё один олимпийский цикл и продолжила принимать участие в крупнейших международных регатах. Так, в 2017 году в лёгких парных одиночках она стартовала на этапах Кубка мира в Познани и Люцерне.
В 2019 году побывала на мировом первенстве в Линце-Оттенсхайме, откуда привезла награду серебряного достоинства, выигранную в лёгких одиночках — в финале пропустила вперёд немку Мари-Луизу Дрегер. Кроме того, была седьмой и пятой на этапах Кубка мира в Пловдиве и Роттердаме соответственно.